# Olympische Sommerspiele 2024/Teilnehmer (Rumänien)
| Gelbes Symbol für Goldmedaillen mit stilisierten Olympischen Ringen | Graues Symbol für Silbermedaillen mit stilisierten Olympischen Ringen | Braundes Symbol für Bronzemedaillen mit stilisierten Olympischen Ringen |
| ------------------------------------------------------------------- | --------------------------------------------------------------------- | ----------------------------------------------------------------------- |
| 3                                                                   | 4                                                                     | 2                                                                       |

Rumänien nahm an den Olympischen Spielen 2024 vom 26. Juli bis zum 11. August 2024 in Paris teil. Es war die insgesamt 23. Teilnahme an Olympischen Sommerspielen.

## Teilnehmer nach Sportarten

### Bogenschießen
Über die Neuverteilung ungenutzter Qualifikationsplätze erhielt Rumänien einen Startplatz für den Einzelwettbewerbe der Frauen.
| Athleten             | Wettbewerb | Qualifikation | Qualifikation | 1. Runde | 1. Runde | 2. Runde      | 2. Runde | Achtelfinale | Achtelfinale | Viertelfinale | Viertelfinale | Halbfinale    | Halbfinale    | Finale / Platz 3 | Finale / Platz 3 | Rang |
| Athleten             | Wettbewerb | Ringe         | Rang          | Gegner   | Ergebnis | Gegner        | Ergebnis | Gegner       | Ergebnis     | Gegner        | Ergebnis      | Gegner        | Ergebnis      | Gegner           | Ergebnis         | Rang |
| -------------------- | ---------- | ------------- | ------------- | -------- | -------- | ------------- | -------- | ------------ | ------------ | ------------- | ------------- | ------------- | ------------- | ---------------- | ---------------- | ---- |
| Frauen               |            |               |               |          |          |               |          |              |              |               |               |               |               |                  |                  |      |
| Mădălina Amăistroaie | Einzel     | 637           | 47            | M. Moshe | 7:1      | C. Rebagliati | 7:3      | Nam S.-h.    | 2:6          | ausgeschieden | ausgeschieden | ausgeschieden | ausgeschieden | ausgeschieden    | ausgeschieden    | 9    |

### Boxen
Durch den Gewinn der Silbermedaille bei den Europaspielen 2023 qualifizierte sich Lăcrămioara Perijoc für die Spiele in Paris.
| Athleten            | Wettbewerb       | 1. Runde         | 1. Runde | Achtelfinale  | Achtelfinale  | Viertelfinale | Viertelfinale | Halbfinale    | Halbfinale    | Finale        | Finale        | Rang |
| Athleten            | Wettbewerb       | Gegner           | Ergebnis | Gegner        | Ergebnis      | Gegner        | Ergebnis      | Gegner        | Ergebnis      | Gegner        | Ergebnis      | Rang |
| ------------------- | ---------------- | ---------------- | -------- | ------------- | ------------- | ------------- | ------------- | ------------- | ------------- | ------------- | ------------- | ---- |
| Frauen              |                  |                  |          |               |               |               |               |               |               |               |               |      |
| Lăcrămioara Perijoc | Klasse bis 54 kg | M. Enchdschargal | 1:4      | ausgeschieden | ausgeschieden | ausgeschieden | ausgeschieden | ausgeschieden | ausgeschieden | ausgeschieden | ausgeschieden | 9    |

### Fechten
Über das europäische Qualifikationsturnier sicherte sich Mălina Călugăreanu einen Startplatz für die Spiele in Paris.
| Athleten           | Wettbewerb     | 1. Runde | 1. Runde | 2. Runde | 2. Runde | Achtelfinale | Achtelfinale | Viertelfinale | Viertelfinale | Halbfinale / Klassifikation | Halbfinale / Klassifikation | Finale / Platzierung | Finale / Platzierung | Rang |
| Athleten           | Wettbewerb     | Gegner   | Ergebnis | Gegner   | Ergebnis | Gegner       | Ergebnis     | Gegner        | Ergebnis      | Gegner                      | Ergebnis                    | Gegner               | Ergebnis             | Rang |
| ------------------ | -------------- | -------- | -------- | -------- | -------- | ------------ | ------------ | ------------- | ------------- | --------------------------- | --------------------------- | -------------------- | -------------------- | ---- |
| Frauen             |                |          |          |          |          |              |              |               |               |                             |                             |                      |                      |      |
| Mălina Călugăreanu | Florett Einzel | Freilos  | Freilos  | Y. Ueno  | 15:13    | A. Volpi     | 9:15         | ausgeschieden | ausgeschieden | ausgeschieden               | ausgeschieden               | ausgeschieden        | ausgeschieden        | 14   |

### Gewichtheben
Zwei rumänische Gewichtheberinnen qualifizierten sich durch ihre Platzierung unter den Top 10 der jeweiligen Ranglisten zum Ende des Qualifikationszeitraums.
| Athleten       | Wettbewerb       | Reißen  | Reißen | Stoßen                | Stoßen                | Zweikampf     | Zweikampf     | Rang   |
| Athleten       | Wettbewerb       | Gewicht | Rang   | Gewicht               | Rang                  | Gewicht       | Rang          | Rang   |
| -------------- | ---------------- | ------- | ------ | --------------------- | --------------------- | ------------- | ------------- | ------ |
| Frauen         |                  |         |        |                       |                       |               |               |        |
| Mihaela Cambei | Klasse bis 49 kg | 93 kg   | 1      | 112 kg                | 3                     | 205 kg        | 2             | Silber |
| Loredana Toma  | Klasse bis 71 kg | 115 kg  | 3      | ohne gültigen Versuch | ohne gültigen Versuch | ausgeschieden | ausgeschieden | DNF    |

### Judo
Über die IJF-Weltrangliste konnte sich ein rumänischer Judoka im Mittelgewicht der Männer qualifizieren.
| Athleten  | Wettbewerb       | 1. Runde | 1. Runde | Achtelfinale | Achtelfinale | Viertelfinale | Viertelfinale | Halbfinale / Trostrunde | Halbfinale / Trostrunde | Finale / Platz 3 | Finale / Platz 3 | Rang |
| Athleten  | Wettbewerb       | Gegner   | Ergebnis | Gegner       | Ergebnis     | Gegner        | Ergebnis      | Gegner                  | Ergebnis                | Gegner           | Ergebnis         | Rang |
| --------- | ---------------- | -------- | -------- | ------------ | ------------ | ------------- | ------------- | ----------------------- | ----------------------- | ---------------- | ---------------- | ---- |
| Männer    |                  |          |          |              |              |               |               |                         |                         |                  |                  |      |
| Alex Creț | Klasse bis 90 kg | K. Tóth  | 10:0     | R. Macedo    | 0:10         | ausgeschieden | ausgeschieden | ausgeschieden           | ausgeschieden           | ausgeschieden    | ausgeschieden    | 9    |

### Kanu
Bei den Weltmeisterschaften 2023 sicherten sich die rumänischen Kanuten Startplätze in zwei Bootsklassen.

#### Kanurennsport
| Athleten                 | Wettbewerb | Vorlauf     | Vorlauf | Viertelfinale | Viertelfinale | Halbfinale  | Halbfinale | A/B-Finale            | A/B-Finale | Rang |
| Athleten                 | Wettbewerb | Zeit        | Rang    | Zeit          | Rang          | Zeit        | Rang       | Zeit                  | Rang       | Rang |
| ------------------------ | ---------- | ----------- | ------- | ------------- | ------------- | ----------- | ---------- | --------------------- | ---------- | ---- |
| Männer                   |            |             |         |               |               |             |            |                       |            |      |
| Cătălin Chirilă          | C1 1000 m  | 3:44,75 min | 1       | ―             | ―             | 3:45,78 min | 5          | B-Finale: 3:47,48 min | 1          | 9    |
| Oleg Nuţă Ilie Sprîncean | C2 500 m   | 1:40,84 min | 5       | 1:40,00 min   | 2             | 1:43,42 min | 5          | B-Finale: 1:43,80 min | 1          | 9    |

### Leichtathletik
Die Olympianormen des Weltverbandes hatten vier rumänische Leichtathletinnen erreicht.
Laufen und Gehen
| Athleten               | Wettbewerb       | Vorlauf     | Vorlauf | Halbfinale | Halbfinale | Finale        | Finale        | Rang          |
| Athleten               | Wettbewerb       | Zeit        | Rang    | Zeit       | Rang       | Zeit          | Rang          | Rang          |
| ---------------------- | ---------------- | ----------- | ------- | ---------- | ---------- | ------------- | ------------- | ------------- |
| Frauen                 |                  |             |         |            |            |               |               |               |
| Andrea Miklós          | 400 m            | 50,54 s     | 3       | 50,78 s    | 5          | ausgeschieden | ausgeschieden | ausgeschieden |
| Stella Rutto           | 3000 m Hindernis | 9:31,23 min | 8       | —          | —          | ausgeschieden | ausgeschieden | ausgeschieden |
| Joan Chelimo Melly     | Marathon         | —           | —       | —          | —          | DNF           | DNF           | DNF           |
| Delvine Relin Meringor | Marathon         | —           | —       | —          | —          | 2:24:56 h     | 7             | 7             |

Springen und Werfen
| Athleten              | Wettbewerb  | Qualifikation | Qualifikation | Finale        | Finale        | Rang |
| Athleten              | Wettbewerb  | Weite/Höhe    | Rang          | Weite/Höhe    | Rang          | Rang |
| --------------------- | ----------- | ------------- | ------------- | ------------- | ------------- | ---- |
| Frauen                |             |               |               |               |               |      |
| Alina Rotaru-Kottmann | Weitsprung  | 6,63 m        | 9             | 6,67 m        | 7             | 7    |
| Diana Ion             | Dreisprung  | 14,03 m       | 13            | ausgeschieden | ausgeschieden | 13   |
| Elena Taloș           | Dreisprung  | 14,23 m       | 9             | 14,03 m       | 10            | 10   |
| Daniela Stanciu       | Hochsprung  | 1,88 m        | 19            | ausgeschieden | ausgeschieden | 19   |
| Bianca Ghelber        | Hammerwurf  | 71,42 m       | 11            | 72,36 m       | 9             | 9    |
| Männer                |             |               |               |               |               |      |
| Alin Firfirică        | Diskuswurf  | 63,66 m       | 11            | 64,45 m       | 11            | 11   |
| Andrei Toader         | Kugelstoßen | 20,24 m       | 18            | ausgeschieden | ausgeschieden | 18   |
| Alexandru Novac       | Speerwurf   | 81,08         | 17            | ausgeschieden | ausgeschieden | 17   |

### Radsport
Über das olympische Qualifikationsranking im Mountainbike erhielt Rumänien einen Startplatz bei den Männern.

#### Mountainbike
| Athleten          | Wettbewerb    | Zeit | Rang |
| ----------------- | ------------- | ---- | ---- |
| Männer            |               |      |      |
| Ede-Karoly Molnar | Cross-Country | LAP  | 34   |

### Ringen
Beim europäischen Qualifikationsturnier in Baku konnte eine rumänische Ringerin einen Startplatz in der Gewichtsklasse bis 53 kg erreichen. In vier weiteren Gewichtsklassen konnten Quotenplätze beim finalen Qualifikationsturnier in Istanbul gewonnen werden.

#### Freier Stil
Legende: G = Gewonnen, V = Verloren, S = Schultersieg
| Athleten        | Wettbewerb       | Achtelfinale | Achtelfinale | Viertelfinale | Viertelfinale | Halbfinale    | Halbfinale    | Hoffnungsrunde Halbfinale | Hoffnungsrunde Halbfinale | Hoffnungsrunde Finale | Hoffnungsrunde Finale | Finale        | Finale        | Rang |
| Athleten        | Wettbewerb       | Gegner       | Ergebnis     | Gegner        | Ergebnis      | Gegner        | Ergebnis      | Gegner                    | Ergebnis                  | Gegner                | Ergebnis              | Gegner        | Ergebnis      | Rang |
| --------------- | ---------------- | ------------ | ------------ | ------------- | ------------- | ------------- | ------------- | ------------------------- | ------------------------- | --------------------- | --------------------- | ------------- | ------------- | ---- |
| Frauen          |                  |              |              |               |               |               |               |                           |                           |                       |                       |               |               |      |
| Andreea Ana     | Klasse bis 53 kg | M. Drăguțan  | 5:0          | L. Yépez      | 0:7S          | ausgeschieden | ausgeschieden | Choe H.-g.                | 0:11                      | ausgeschieden         | ausgeschieden         | ausgeschieden | ausgeschieden | 9    |
| Kriszta Incze   | Klasse bis 62 kg | S. Motoki    | 0:4S         | ausgeschieden | ausgeschieden | ausgeschieden | ausgeschieden | A. Godinez                | 0:2                       | ausgeschieden         | ausgeschieden         | ausgeschieden | ausgeschieden | 16   |
| Cătălina Axente | Klasse bis 76 kg | K. Blades    | 0:11         | ausgeschieden | ausgeschieden | ausgeschieden | ausgeschieden | M. Marín                  | w.o.                      | ausgeschieden         | ausgeschieden         | ausgeschieden | ausgeschieden | 16   |

#### Griechisch-römischer Stil
Legende: G = Gewonnen, V = Verloren, S = Schultersieg
| Athleten             | Wettbewerb        | Achtelfinale | Achtelfinale | Viertelfinale      | Viertelfinale | Halbfinale    | Halbfinale    | Hoffnungsrunde Halbfinale | Hoffnungsrunde Halbfinale | Hoffnungsrunde Finale | Hoffnungsrunde Finale | Finale        | Finale        | Rang |
| Athleten             | Wettbewerb        | Gegner       | Ergebnis     | Gegner             | Ergebnis      | Gegner        | Ergebnis      | Gegner                    | Ergebnis                  | Gegner                | Ergebnis              | Gegner        | Ergebnis      | Rang |
| -------------------- | ----------------- | ------------ | ------------ | ------------------ | ------------- | ------------- | ------------- | ------------------------- | ------------------------- | --------------------- | --------------------- | ------------- | ------------- | ---- |
| Männer               |                   |              |              |                    |               |               |               |                           |                           |                       |                       |               |               |      |
| Răzvan Arnăut        | Klasse bis 60 kg  | E. Başar     | 4:2          | D. Scharschenbekow | 0:9           | ausgeschieden | ausgeschieden | ausgeschieden             | ausgeschieden             | ausgeschieden         | ausgeschieden         | ausgeschieden | ausgeschieden | 9    |
| Alin Alexuc-Ciurariu | Klasse bis 130 kg | Ä. Sysdyqow  | 1:3          | ausgeschieden      | ausgeschieden | ausgeschieden | ausgeschieden | ausgeschieden             | ausgeschieden             | ausgeschieden         | ausgeschieden         | ausgeschieden | ausgeschieden | 11   |

### Rudern
Bei den Weltmeisterschaften 2023 konnten sich rumänische Boote in elf von 14 Bootsklassen erreichen. Lediglich in den beiden Einern und dem Leichtgewichts-Doppelzweier der Männer konnten sich keine Boote qualifizieren. Im Einer der Männer gelang die Qualifikation schließlich bei der finalen Qualifikationsregatta in Luzern.
| Athleten | Wettbewerb                  | Vorlauf     | Vorlauf | Vorlauf        | Hoffnungslauf / Viertelfinale | Hoffnungslauf / Viertelfinale | Hoffnungslauf / Viertelfinale | Halbfinale  | Halbfinale | Halbfinale    | Finale      | Finale | Rang   |
| Athleten | Wettbewerb                  | Zeit        | Rang    | Qualifikation  | Zeit                          | Rang                          | Qualifikation                 | Zeit        | Rang       | Qualifikation | Zeit        | Rang   | Rang   |
| --- | --------------------------- | ----------- | ------- | -------------- | ----------------------------- | ----------------------------- | ----------------------------- | ----------- | ---------- | ------------- | ----------- | ------ | ------ |
| Frauen |                             |             |         |                |                               |                               |                               |             |            |               |             |        |        |
| Roxana Anghel Ioana Vrînceanu | Zweier ohne Steuerfrau      | 7:24,27 min | 1       | Halbfinale A/B | ―                             | ―                             | ―                             | 7:14,53 min | 2          | A-Finale      | 7:02,97 min | 2      | Silber |
| Ancuța Bodnar Simona Radiș | Doppelzweier                | 6:48,49 min | 1       | Halbfinale A/B | ―                             | ―                             | ―                             | 6:51,41 min | 1          | A-Finale      | 6:50,69 min | 2      | Silber |
| Ionela Cozmiuc Gianina van Groningen | Leichtgewichts-Doppelzweier | 7:03,83 min | 1       | Halbfinale A/B | ―                             | ―                             | ―                             | 6:56,65 min | 1          | A-Finale      | 6:48,78 min | 2      | Silber |
| Adriana Adam Amalia Bereș Maria Lehaci Maria-Magdalena Rusu                                                                                     | Vierer ohne Steuerfrau      | 6:44,55 min | 2       | A-Finale       | ―                             | ―                             | ―                             | —           | —          | —             | 6:29,52 min | 4      | 4      |
| Emanuela-Ioana Ciotău Patricia Cireș Ioana-Madalina Moroșan Alexandra Ungureanu                                                                 | Doppelvierer                | 6:24,74 min | 4       | Hoffnungslauf  | 6:33,84 min                   | 4                             | B-Finale                      | —           | —          | —             | 6:29,64 min | 7      | 7      |
| Adriana Adam Roxana Anghel Amalia Bereș Ancuța Bodnar Maria Lehaci Maria-Magdalena Rusu Simona Radiș Ioana Vrînceanu Victoria-Ștefania Petreanu | Achter                      | 6:12,31 min | 1       | A-Finale       | ―                             | ―                             | ―                             | —           | —          | —             | 5:54,39 min | 1      | Gold   |
| Männer |                             |             |         |                |                               |                               |                               |             |            |               |             |        |        |
| Mihai Chiruță | Einer                       | 6:51,51 min | 1       | Viertelfinale  | 6:46,32 min                   | 3                             | Halbfinale A/B                | 6:52,95 min | 5          | B-Finale      | 6:44,83 min | 1      | 7      |
| Florin Arteni Florin Lehaci | Zweier ohne Steuermann      | 6:40,29 min | 2       | Halbfinale A/B | ―                             | ―                             | ―                             | 6:29,86 min | 1          | A-Finale      | 6:25,61 min | 4      | 4      |
| Andrei-Sebastian Cornea Marian Enache | Doppelzweier                | 6:16,47 min | 1       | Halbfinale A/B | ―                             | ―                             | ―                             | 6:15,73 min | 3          | A-Finale      | 6:12,58 min | 1      | Gold   |
| Sergiu Bejan Ștefan Berariu Andrei Mândrilă Ciprian Tudosă                                                                                      | Vierer ohne Steuermann      | 6:06,60 min | 3       | Hoffnungslauf  | 5:53,52 min                   | 2                             | A-Finale                      | —           | —          | —             | 5:56,85 min | 5      | 5      |
| Florin Horodişteanu Andrei Lungu Iliuta-Leontin Nuțescu Ioan Prundeanu                                                                          | Doppelvierer                | 5:51,14 min | 5       | Hoffnungslauf  | 5:56,32 min                   | 5                             | B-Finale                      | —           | —          | —             | 5:54,77 min | 9      | 9      |
| Constantin Adam Bogdan Baitoc Ștefan Berariu Marius Cozmiuc Florin Lehaci Claudiu Neamțu Mugurel Semciuc Mihăiță Țigănescu Adrian Munteanu      | Achter                      | 5:55,82 min | 4       | Hoffnungslauf  | 5:30,00 min                   | 3                             | A-Finale                      | —           | —          | —             | 5:30,15 min | 5      | 5      |

### Schwimmen
Die Normzeiten des Weltverbandes hatten drei rumänische Schwimmer in vier Wettbewerben erreicht.
| Athleten           | Wettbewerb      | Vorlauf     | Vorlauf | Halbfinale  | Halbfinale | Finale        | Finale        | Rang   |
| Athleten           | Wettbewerb      | Zeit        | Rang    | Zeit        | Rang       | Zeit          | Rang          | Rang   |
| ------------------ | --------------- | ----------- | ------- | ----------- | ---------- | ------------- | ------------- | ------ |
| Frauen             |                 |             |         |             |            |               |               |        |
| Rebecca Diaconescu | 200 m Freistil  | 1:59,29 min | 16      | 1:59,58 min | 16         | ausgeschieden | ausgeschieden | 16     |
| Männer             |                 |             |         |             |            |               |               |        |
| David Popovici     | 100 m Freistil  | 47,92 s     | 3       | 47,66 s     | 5          | 47,49 s       | 3             | Bronze |
| David Popovici     | 200 m Freistil  | 1:45:65 min | 1       | 1:44,53 min | 1          | 1:44,72 min   | 1             | Gold   |
| Vlad Stancu        | 800 m Freistil  | 8:20,78 min | 30      | —           | —          | ausgeschieden | ausgeschieden | 30     |
| Vlad Stancu        | 1500 m Freistil | –           | DNS     | —           | —          | ausgeschieden | ausgeschieden | –      |

### Segeln
Bei der Last Chance Regatta konnte sich Rumänien einen Quotenplatz für den Laser Radial Wettbewerb der Frauen sichern.
| Athleten   | Wettbewerb   | Qualifikation | Qualifikation | Medal Race    | Medal Race    | Punkte | Rang |
| Athleten   | Wettbewerb   | Punkte        | Rang          | Punkte        | Rang          | Punkte | Rang |
| ---------- | ------------ | ------------- | ------------- | ------------- | ------------- | ------ | ---- |
| Frauen     |              |               |               |               |               |        |      |
| Ebru Bolat | Laser Radial | 158           | 23            | ausgeschieden | ausgeschieden | 158    | 23   |

### Tennis
Über die WTA-Ranglisten qualifizierten sich vier rumänische Tennisspielerinnen für die im Stade Roland Garros ausgetragenen Wettbewerbe.
| Athleten                            | Wettbewerb | 1. Runde                 | 1. Runde      | 2. Runde      | 2. Runde      | Achtelfinale  | Achtelfinale  | Viertelfinale | Viertelfinale | Halbfinale    | Halbfinale    | Finale / Platz 3 | Finale / Platz 3 | Rang |
| Athleten                            | Wettbewerb | Gegner                   | Ergebnis      | Gegner        | Ergebnis      | Gegner        | Ergebnis      | Gegner        | Ergebnis      | Gegner        | Ergebnis      | Gegner           | Ergebnis         | Rang |
| ----------------------------------- | ---------- | ------------------------ | ------------- | ------------- | ------------- | ------------- | ------------- | ------------- | ------------- | ------------- | ------------- | ---------------- | ---------------- | ---- |
| Frauen                              |            |                          |               |               |               |               |               |               |               |               |               |                  |                  |      |
| Ana Bogdan                          | Einzel     | J. Paolini               | 5:7, 3:6      | ausgeschieden | ausgeschieden | ausgeschieden | ausgeschieden | ausgeschieden | ausgeschieden | ausgeschieden | ausgeschieden | ausgeschieden    | ausgeschieden    | 33   |
| Irina-Camelia Begu                  | Einzel     | I. Świątek               | 2:6, 5:7      | ausgeschieden | ausgeschieden | ausgeschieden | ausgeschieden | ausgeschieden | ausgeschieden | ausgeschieden | ausgeschieden | ausgeschieden    | ausgeschieden    | 33   |
| Jaqueline Cristian                  | Einzel     | C. Garcia                | 5:7, 6:3, 6:4 | A. Kerber     | 4:6, 6:3, 4:6 | ausgeschieden | ausgeschieden | ausgeschieden | ausgeschieden | ausgeschieden | ausgeschieden | ausgeschieden    | ausgeschieden    | 17   |
| Ana Bogdan Jaqueline Cristian       | Doppel     | S. Aoyama / E. Shibahara | 2:6, 3:6      | —             | —             | ausgeschieden | ausgeschieden | ausgeschieden | ausgeschieden | ausgeschieden | ausgeschieden | ausgeschieden    | ausgeschieden    | 17   |
| Irina-Camelia Begu Monica Niculescu | Doppel     | Hsieh S.-w. / Tsao C.-y. | 6:72, 5:7     | —             | —             | ausgeschieden | ausgeschieden | ausgeschieden | ausgeschieden | ausgeschieden | ausgeschieden | ausgeschieden    | ausgeschieden    | 17   |

### Tischtennis
Durch ihr Abschneiden bei den Weltmeisterschaften 2024 qualifizierte sich Mannschaft der Frauen für die Olympischen Spiele. Somit waren auch im Einzel zwei Spielerinnen startberechtigt. Zudem konnte sich über die ITTF-Weltrangliste ein rumänisches Mixed-Doppel qualifizieren. Über die ITTF-Weltrangliste gelang darüber hinaus Ovidiu Ionescu und Eduard Ionescu die Qualifikation im Männereinzel.
| Athleten                                        | Wettbewerb | 1. Runde | 1. Runde | 2. Runde    | 2. Runde | 3. Runde      | 3. Runde      | Achtelfinale    | Achtelfinale  | Viertelfinale          | Viertelfinale | Halbfinale    | Halbfinale    | Finale / Platz 3 | Finale / Platz 3 | Rang |
| Athleten                                        | Wettbewerb | Gegner   | Erg.     | Gegner      | Erg.     | Gegner        | Erg.          | Gegner          | Erg.          | Gegner                 | Erg.          | Gegner        | Erg.          | Gegner           | Erg.             | Rang |
| ----------------------------------------------- | ---------- | -------- | -------- | ----------- | -------- | ------------- | ------------- | --------------- | ------------- | ---------------------- | ------------- | ------------- | ------------- | ---------------- | ---------------- | ---- |
| Frauen                                          |            |          |          |             |          |               |               |                 |               |                        |               |               |               |                  |                  |      |
| Bernadette Szőcs                                | Einzel     | Freilos  | Freilos  | Zhou J.     | 4:1      | M. Pessozka   | 4:1           | S. Polcanova    | 0:4           | ausgeschieden          | ausgeschieden | ausgeschieden | ausgeschieden | ausgeschieden    | ausgeschieden    | 9    |
| Elizabeta Samara                                | Einzel     | Freilos  | Freilos  | S. Bratejko | 4:3      | Cheng I-c.    | 2:4           | ausgeschieden   | ausgeschieden | ausgeschieden          | ausgeschieden | ausgeschieden | ausgeschieden | ausgeschieden    | ausgeschieden    | 17   |
| Bernadette Szőcs Elizabeta Samara Adina Diaconu | Mannschaft | —        | —        | —           | —        | —             | —             | Indien          | 2:3           | ausgeschieden          | ausgeschieden | ausgeschieden | ausgeschieden | ausgeschieden    | ausgeschieden    | 9    |
| Männer                                          |            |          |          |             |          |               |               |                 |               |                        |               |               |               |                  |                  |      |
| Ovidiu Ionescu                                  | Einzel     | Freilos  | Freilos  | A. Gaćina   | 1:4      | ausgeschieden | ausgeschieden | ausgeschieden   | ausgeschieden | ausgeschieden          | ausgeschieden | ausgeschieden | ausgeschieden | ausgeschieden    | ausgeschieden    | 33   |
| Eduard Ionescu                                  | Einzel     | Freilos  | Freilos  | Q. Aruna    | 4:3      | Kao C.-j.     | 1:4           | ausgeschieden   | ausgeschieden | ausgeschieden          | ausgeschieden | ausgeschieden | ausgeschieden | ausgeschieden    | ausgeschieden    | 17   |
| Mixed                                           |            |          |          |             |          |               |               |                 |               |                        |               |               |               |                  |                  |      |
| Ovidiu Ionescu Bernadette Szőcs                 | Doppel     | —        | —        | —           | —        | —             | —             | N. Lum / M. Jee | 4:1           | Lim J.-h. / Shin Y.-b. | 0:4           | ausgeschieden | ausgeschieden | ausgeschieden    | ausgeschieden    | 5    |

### Triathlon
Über die Einzelwertung Europa der Qualifikationsrangliste erhielt Rumänien einen Startplatz bei den Männern.
| Athleten       | Wettbewerb | Zeit      | Rang |
| -------------- | ---------- | --------- | ---- |
| Männer         |            |           |      |
| Felix Duchampt | Einzel     | 1:56:00 h | 50   |

### Turnen
Bei den Weltmeisterschaften 2023 qualifizierte die rumänische Mannschaft der Frauen für die Spiele. Zudem sicherte sich Andrei Muntean einen persönlichen Startplatz durch sein Mehrkampfresultat bei den Weltmeisterschaften. In der Rhythmischen Sportgymnastik konnte sich eine Gymnastin über die Weltmeisterschaften 2023 im Einzel qualifizieren.

#### Gerätturnen
| Athleten                                                               | Wettbewerb           | Qualifikation | Qualifikation | Finale        | Finale        | Rang          |
| Athleten                                                               | Wettbewerb           | Punkte        | Rang          | Punkte        | Rang          | Rang          |
| ---------------------------------------------------------------------- | -------------------- | ------------- | ------------- | ------------- | ------------- | ------------- |
| Frauen                                                                 |                      |               |               |               |               |               |
| Ana Bărbosu                                                            | Boden                | 13,600        | 8             | 13,700        | 4             | 4             |
| Ana Bărbosu                                                            | Schwebebalken        | 13,533        | 17            | ausgeschieden | ausgeschieden | ausgeschieden |
| Ana Bărbosu                                                            | Sprung               | 13,633        | 15            | ausgeschieden | ausgeschieden | ausgeschieden |
| Ana Bărbosu                                                            | Stufenbarren         | 12,600        | 57            | ausgeschieden | ausgeschieden | ausgeschieden |
| Ana Bărbosu                                                            | Mehrkampf Einzel     | 53,533        | 16            | 52,465        | 17            | 17            |
| Lilia Cosman                                                           | Boden                | 12,466        | 53            | ausgeschieden | ausgeschieden | ausgeschieden |
| Lilia Cosman                                                           | Schwebebalken        | 12,833        | 41            | ausgeschieden | ausgeschieden | ausgeschieden |
| Lilia Cosman                                                           | Stufenbarren         | 11,333        | 76            | ausgeschieden | ausgeschieden | ausgeschieden |
| Lilia Cosman                                                           | Mehrkampf Einzel     | 50,132        | 50            | ausgeschieden | ausgeschieden | ausgeschieden |
| Amalia Ghigoarță                                                       | Boden                | 13,333        | 16            | ausgeschieden | ausgeschieden | ausgeschieden |
| Amalia Ghigoarță                                                       | Schwebebalken        | 13,266        | 30            | ausgeschieden | ausgeschieden | ausgeschieden |
| Amalia Ghigoarță                                                       | Stufenbarren         | 13,066        | 43            | ausgeschieden | ausgeschieden | ausgeschieden |
| Amalia Ghigoarță                                                       | Mehrkampf Einzel     | 52,665        | 23            | 50,732        | 22            | 22            |
| Andreea Preda                                                          | Stufenbarren         | 10,933        | 79            | ausgeschieden | ausgeschieden | ausgeschieden |
| Sabrina Voinea                                                         | Boden                | 13,800        | 4             | 13,700        | 5             | 5             |
| Sabrina Voinea                                                         | Schwebebalken        | 14,000        | 5             | 11,733        | 8             | 8             |
| Ana Bărbosu Lilia Cosman Amalia Ghigoarță Andreea Preda Sabrina Voinea | Mehrkampf Mannschaft | 159,497       | 8             | 159,497       | 7             | 7             |
| Männer                                                                 |                      |               |               |               |               |               |
| Andrei Muntean                                                         | Barren               | 14,366        | 25            | ausgeschieden | ausgeschieden | ausgeschieden |

#### Rhythmische Sportgymnastik
| Athletinnen      | Wettbewerb       | Qualifikation | Qualifikation | Finale        | Finale        | Rang |
| Athletinnen      | Wettbewerb       | Punkte        | Rang          | Punkte        | Rang          | Rang |
| ---------------- | ---------------- | ------------- | ------------- | ------------- | ------------- | ---- |
| Frauen           |                  |               |               |               |               |      |
| Annaliese Dragan | Mehrkampf Einzel | 114,850       | 21            | ausgeschieden | ausgeschieden | 21   |

### Wasserball
Die rumänischen Männer profitierten von der Neuverteilung eines Quotenplatzes, den Südafrika nicht annahm.
| Wettbewerb    | Männer |
| ------------- | --- |
| Athleten      | Marius Țic Francesco Iudean Matei Luțescu Tudor Fulea Andrei Neamțu Andrei Prioteasa Andrei Țepeluș Nicolae Oanță Silvian Colodrovschi Vlad Georgescu Sebastian Oltean Levente Vancsik Mihai Drăgușin |
| Trainer       | Bogdan Rath |
| Gruppenphase  | Griechenland (7:14) Vereinigte Staaten (8:14) Kroatien (8:11) Italien (7:18) Montenegro (7:10) |
| Viertelfinale | ausgeschieden |
| Halbfinale    | ausgeschieden |
| Finale        | ausgeschieden |
| Rang          | 12 |